# Баден (футбольний клуб)
Баден (нім. Baden) — швейцарський футбольний клуб із Бадена, заснований 1897 року. Виступає в першій лізі чемпіонату Швейцарії.

## Історія
Команда з Бадену є постійним учасником вищого дивізіону чемпіонату Швейцарії з 1909 по 1917 роки посідаючи здебільшого останні місця в групі. Востаннє команда з'явилась у вищому дивізіоні в сезоні 1985—86 посівши 16 місце та вибула до нижчого дивізіону.
З часом ФК «Баден» покинув і другу за значенням Челедж-лігу. Тривалий час виступав у першій лізі, третя група. 11 червня 2022 року здобув право виступати в Першій лізі Промоушен. Наступного сезону підвищився до Челендж ліги з якої вибув у 2024 році посівши останнє місце.
З 2024 року виступає Першій лізі Промоушен.

### Хронологія виступів
- 1909 — 1914 : Серія A
- 1916 — 1917 : Серія A
- 1964 — 1969 : другий дивізіон
- 1979 — 1980 : другий дивізіон
- 1982 — 1985 : другий дивізіон
- 1985 — 1986 : Національна ліга А
- 1986 — 2006 : другий дивізіон
- 2006 — 2008 : третій дивізіон
- 2008 — 2014 : другий дивізіон
- 2015 — 2022 : 1 ліга
- 2022 — 2023 : Перша ліга Промоушен
- 2023 — 2024 : Челендж ліга
- 2024 — : Перша ліга Промоушен

## Структура клубу
При клубі існує дитяча футбольна школа, а також жіноча команда.

## Відомі вихованці та гравці
- Денні Тіатто
- Руй Маркеш
- Ведад Ібішевич
- Младен Петрич
- Дієго Бенальйо
- Даніель Жига